# تاندرپوسی
تاندِرپوسی (به انگلیسی: Thunderpussy) یک گروه راک زنانه است که اواخر سال ۲۰۱۳ در سیاتل شکل گرفت. موسیقی آن‌ها فضای دهه هفتادی دارد: یک راک کلاسیک با رگه‌هایی از پانک و بلوز. مجلهٔ موسیقی آنلاین متال جای دادن تاندرپوسی در یک سبک خاص را آسان ندانسته و آن‌ها را نسخهٔ آمریکایی گروه انگلیسی دریم وایف معرفی کرده‌است.
اعضای بنیان‌گذار گروه مولی سایدز (خواننده)، ویتنی پِتی (گیتاریست)، لیا جولیوس (باسیست) و لنا سایمون (درامر) بودند که در سال ۲۰۱۶ روبی دانفی جایگزین سایمون شد. دانفی هم در اواخر سال ۲۰۱۹ جایش را به لیندسی الیاس داد.
تاندرپوسی در فوریهٔ ۲۰۱۸ اولین آلبوم‌شان را در قالب یک ئی‌پی ۴ آهنگه با نام برترین پستان‌ها منتشر کردند. این ئی‌پی دربردارندهٔ قطعه‌هایی از اولین آلبوم استودیویی هم‌نام با گروه بود که در ۲۵ مه ۲۰۱۸ روانهٔ بازار شد.